# Provincia dell'Arhangaj
La provincia dell'Arhangaj è una provincia della Mongolia, situata nel centro della nazione. Ha per capoluogo Cėcėrlėg, che è un mercato agricolo di rilievo.

## Geografia fisica
A nord confina con la provincia del Hôvsgôl, ad est con la provincia di Bulgan, a sud con quella del Ôvôrhangaj e ad ovest con la provincia del Zavhan e quella di Bajanhongor.
La provincia si trova sul versante nord dei monti Hangaj. Il punto più alto è il picco Harlagtaj (3.529 m), mentre il punto più basso (1.290 m s.l.m.) è la zona della confluenza dei fiumi Orhon e Tamir. La montagna più conosciuta è il vulcano estinto Horgo situato all'interno del parco nazionale Horgo-Terhijn Cagaan nuur.

### Idrografia
I fiumi Čuluut, Hanuj e Tamir hanno origine dalle valli dei monti Hangaj e confluiscono, assieme a piccoli tributari, nel bacino del Sėlėngė. Anche l'Orhon attraversa per un breve tratto la parte più orientale della provincia.
Il lago Terhijn Cagaan nuur, conosciuto come il "lago bianco", si trova nella parte occidentale, nel sum di Tariat, ed è una nota meta turistica come il piccolo lago di Ôgij nuur che si trova nel sum omonimo.

## Storia
L'Arhangaj è stato costituito da parti del Tsetserleg Mandal Uulyn aimag nel 1931. All'epoca la provincia aveva 35 distretti (sum), 65.333 abitanti per 22.285 nuclei familiari e 1.800.000 capi di bestiame. Il capoluogo provinciale Cėcėrlėg fu istituito presso il monastero di Zaya Huree (Zayain Khüree), fondato nel 1586.

## Economia
L'economia è basata in parte sull'agricoltura, ma principalmente sulla pastorizia e l'allevamento del bestiame. Secondo i dati del 2004, nell'aimag c'erano 1.948.000 capi di bestiame: capre, pecore, bovini (inclusi yak e hainag), cavalli e cammelli. I cammelli sono allevati esclusivamente nei distretti del sud-est.

## Geografia antropica

### Suddivisioni amministrative
La provincia dell'Arhangaj è suddivisa nei seguenti distretti (sum):
| Sum                          | Mongolo      | Pop. (2005) | Pop. (2008) | Pop. (2009) | Area km² | Densità ab./km² |
| ---------------------------- | ------------ | ----------- | ----------- | ----------- | -------- | --------------- |
| Distretto di Batcėngėl       | Батцэнгэл    | 3.818       | 3.855       | 3.846       | 3.500    | 1,10            |
| Distretto di Bulgan          | Булган       | 2.285       | 2.361       | 2.434       | 3.100    | 0,79            |
| Distretto di Cahir           | Цахир        | 2.058       | 2.126       | 2.143       | 3.398    | 0,63            |
| Distretto di Cėcėrlėg *      | Цэцэрлэг     | 2.058       | 3.955       | 3.813       | 2.500    | 1,53            |
| Distretto di Cėnhėr          | Цэнхэр       | 5.480       | 5.387       | 5.414       | 3.200    | 1,69            |
| Distretto di Čuluut          | Чулуут       | 3.943       | 3.749       | 3.744       | 3.900    | 0,96            |
| Distretto di Ėrdėnėbulgan ** | Эрдэнэбулган | 17.790      | 18.022      | 17.770      | 536      | 33,15           |
| Distretto di Ėrdėnėmandal    | Эрдэнэмандал | 6.099       | 5.843       | 5.933       | 3.400    | 1,74            |
| Distretto di Ih-Tamir        | Их тамир     | 5.714       | 5.154       | 5.247       | 4.800    | 1,09            |
| Distretto di Hajrhan         | Хайрхан      | 3.756       | 3.558       | 3.656       | 2.500    | 1,46            |
| Distretto di Hangaj          | Хангай       | 3.054       | 2.805       | 2.926       | 4.400    | 0,66            |
| Distretto di Hašaat          | Хашаат       | 3.594       | 3.305       | 3.344       | 2.600    | 1,29            |
| Distretto di Hotont          | Хотонт       | 4.763       | 4.809       | 4.440       | 2.200    | 2,02            |
| Distretto di Ôgij nuur       | Өгий нуур    | 3.015       | 3.041       | 3.086       | n.a      | n.a.            |
| Distretto di Ôlzijt          | Өлзийт       | 3.154       | 3.037       | 3.102       | 1.700    | 1,82            |
| Distretto di Ôndôr-Ulaan     | Өндөр-Улаан  | 5.873       | 5.729       | 5.798       | 4.000    | 1,45            |
| Distretto di Tariat          | Тариат       | 5.082       | 5.022       | 5.086       | 3.800    | 1,34            |
| Distretto di Tùvšrùùlėh      | Түвшрүүлэх   | 3.489       | 3.410       | 3.438       | 1.200    | 2,86            |
| Distretto di Žargalant       | Жаргалант    | 4.089       | 4.114       | 4.111       | 3.832    | 1,07            |

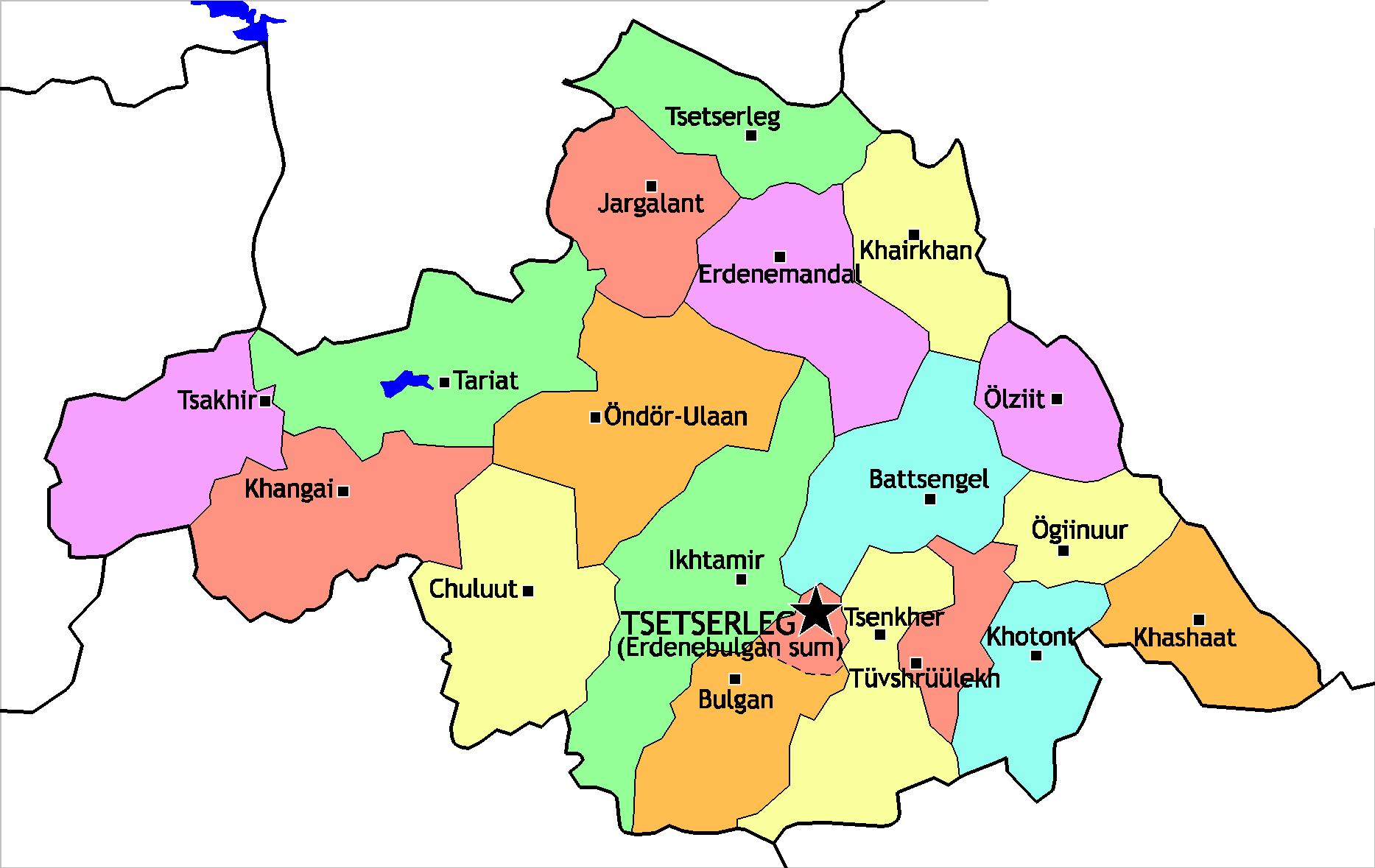
I sum della provincia dell'Arhangaj (nella traslitterazione anglosassone)

* - Sum a nord della provincia, da non confondere con il capoluogo omonimo.
** - Sum del capoluogo Cecerleg.